# Corriente de Oyashio

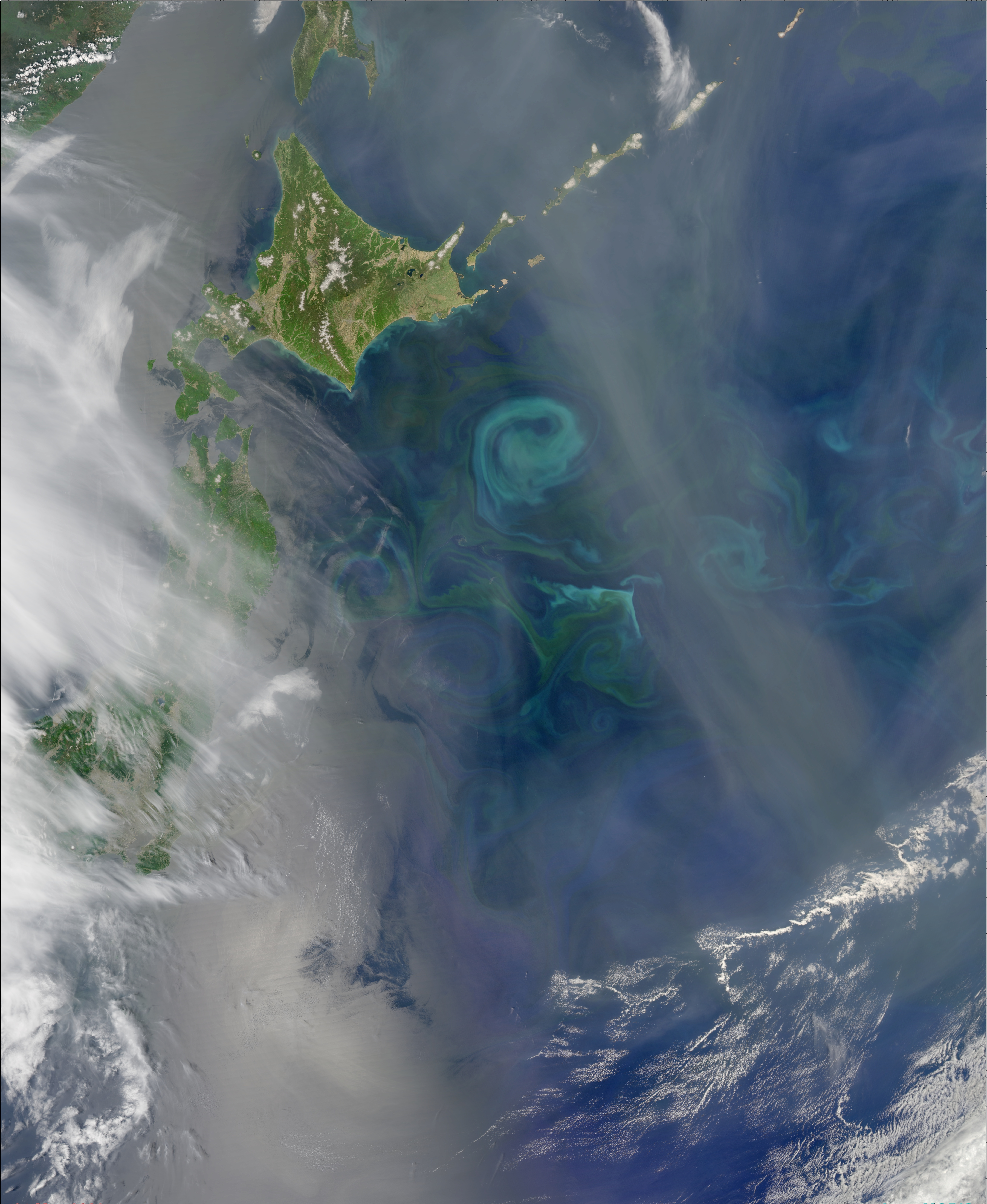
La corriente de Oyashio colisionando con la corriente de Kuroshio cerca de Hokkaido. Cuando dos corrientes chocan, crean remolinos. El fitoplancton que crece en las aguas superficiales se concentra a lo largo de las fronteras de estos remolinos, trazando los movimientos del agua.

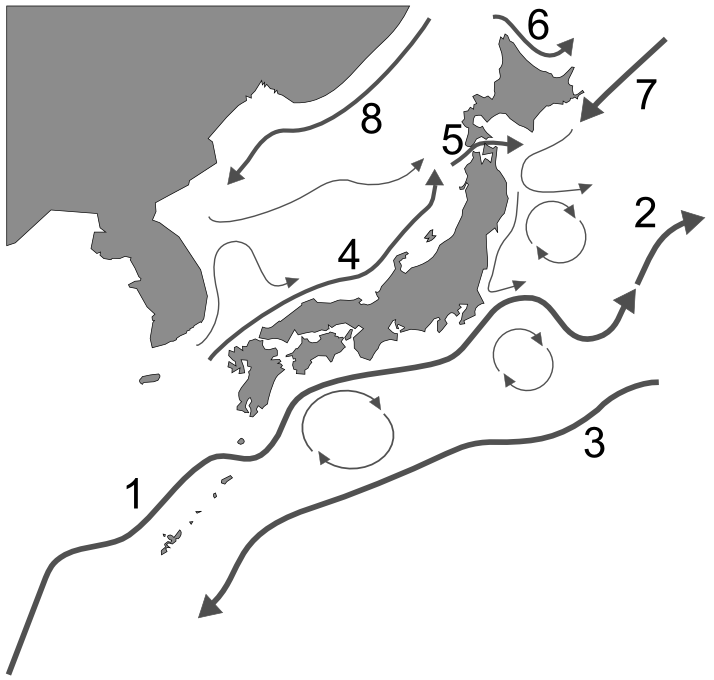
Las corrientes oceánicas que rodean al archipiélago de Japón: 1.Kuroshio 2. Extensión de Kuroshio 3. Contra-Corriente de Kuroshio 4. La Corriente Tsushima 5. La Corriente Tsugaru 6. La Corriente Sōya 7. Oyashio 8. La Corriente Liman.

La corriente de Oyashio (親潮 Oyashio?) o de Oya Sivo, también Oya Shio, Oya Shivo o corriente de las Islas Kuriles, es una fría corriente oceánica subártica que fluye hacia el sur y circula en sentido contrario a las agujas del reloj en el océano Pacífico Norte occidental. Choca con la corriente de Kuroshio frente a la orilla oriental de Japón para formar la corriente del Pacífico Norte.
Esta corriente fría fluye a través del estrecho de Bering en la dirección meridional y transporta agua fría del océano Ártico al océano Pacífico. El agua de la corriente de Oyashio se proviene del océano Ártico y fluye al sur a través del mar de Bering. La corriente tiene una gran influencia en el clima del Extremo Oriente ruso, principalmente en las penínsulas de Kamchatka y de Chukchi, donde el límite septentrional de árboles se traslada 10 grados al sur de la latitud y puede alcanzar Siberia interior. Las aguas de la corriente de Oyashio forma probablemente la pesquería más rica en el mundo debido al extremadamente alto contenido de nutrientes por la surgencia de agua relativamente fría del fondo submarino que impide la acumulación de los mismos en dicho fondo, así como por las muy altas mareas (de hasta 10 metros) - lo que refuerza aún más la disponibilidad de esos nutrientes. Sin embargo, la corriente de Oyashio también da origen a que Vladivostok sea el puerto más cercano al ecuador que se congela estacionalmente por lo que requiere que los rompehielos actúen para estar abierto en invierno. A pesar de ello, esto tiene relativamente poco efecto en las actividades pesqueras en el mar de Ojotsk debido a que las grandes mareas significan que la congelación no ocurre tan fácilmente.
Otro importante rasgo de la corriente de Oyashio es que durante los períodos glaciales, cuando el nivel del mar era más bajo dio origen a la formación del puente de Beringia, y la corriente no podía fluir en las regiones a las que puede llegar hoy. En realidad, la corriente de Oyashio afecta hoy un nivel de enfriamiento mucho menor que durante las condiciones glaciales del Pleistoceno, sobre todo, comparando su acción con otras zonas de la Tierra a similares latitudes. Esto permitió que Tōhoku y Hokkaido, que eran las únicas zonas de Asia Oriental que reciben suficientes nevadas para potencialmente formar glaciares, permanecieran sin glaciación excepto en las alturas elevadas durante los períodos cuando Europa y Norteamérica quedaron en gran medida congeladas. Esta falta de glaciación explica por qué, a pesar de que su actual clima es mucho más frío que el de la mayor parte de Europa, Asia oriental ha conservado 96 % de los géneros de árboles del Plioceno, mientras que Europa sólo ha conservado el 27%.